# Igreja Paroquial de Bensafrim
A Igreja Paroquial de Bensafrim, igualmente denominada de Igreja Paroquial de São Bartolomeu, é um edifício religioso na localidade de Bensafrim, no concelho de Lagos, em Portugal.

## Descrição e história
Além das funções religiosas, o edifício também é utilizado em eventos culturais, tendo por exemplo albergado um concerto de guitarra clássica em Outubro de 2021, um dos espectáculos do festival Sons D’ Aquém Mar em Novembro de 2022, e no mês seguinte recebeu um concerto da Orquestra Juvenil de Guitarras do Algarve em Dezembro de 2022.
Um dos principais responsáveis pela construção da igreja foi António José Nunes da Glória, que foi o pároco de Bensafrim entre 1882 e 1916, e presidente da Junta da Paróquia, tendo um monumento comemorativo em sua homenagem sido colocado no Largo da Igreja, da autoria de Tolentino Abegoaria. O padre Nunes da Glória foi igualmente o autor de dois retábulos na igreja, que foram descritos pelo investigador Francisco Lameira como tendo «uma grande contenção, não só na planta mas também na decoração, notando-se a utilização de soluções individualizadas na composição dos embasamentos, dos corpos e dos áticos, das ordens arquitectónicas e mesmo do vocabulário ornamental».